# Посылка

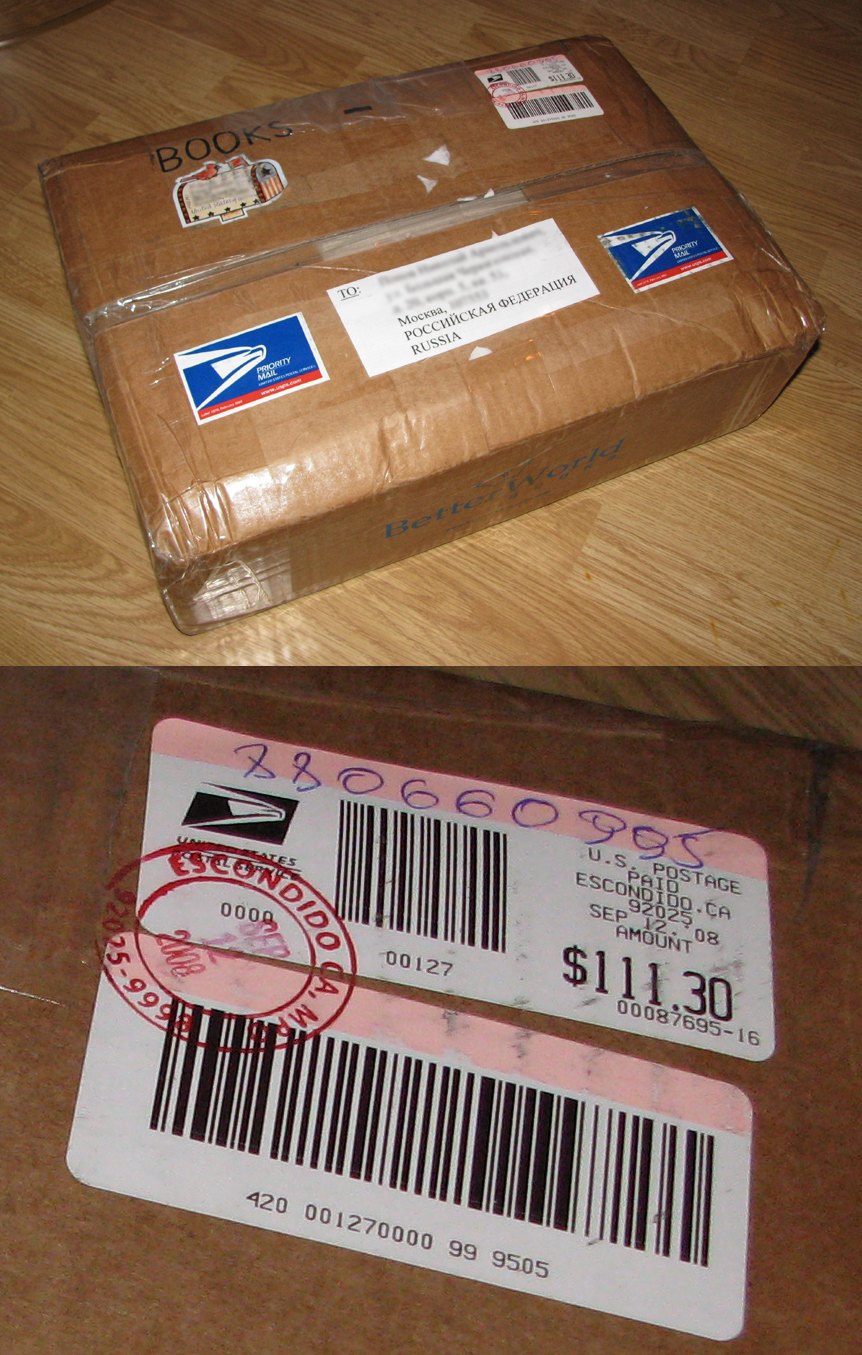
Посылка, отправленная из Эскондидо (Калифорния, США) в Москву (2008). Общий вид и франкировка

Посы́лка (рус. Посылкао файле), или почто́вая посы́лка, — почтовое отправление, предназначенное для пересылки вещей, документов, литературы. Посылки также бывают с объявленной ценностью, наложенным платежом.
Отправка посылок за рубеж Российской Федерации определяется правилами таможенного оформления международных посылок.

## Размеры посылок
По существующим в современной России правилам почтовой пересылки (в частности, за границу), установлены следующие допустимые размеры посылок:
- минимальные габариты — 114 × 162 мм или 110 × 220 мм.
- одно измерение в любом направлении — не более 105 см.
- сумма периметра наибольшего сечения и длины — не более 200 см.

| Размеры коробок для посылок | Размеры коробок для посылок | Размеры коробок для посылок |
| Тип                         | Размер (мм)                 | Вес (г)                     |
| --------------------------- | --------------------------- | --------------------------- |
| А                           | 425 × 265 × 380             | 700                         |
| Б                           | 425 × 265 × 190             | 390                         |
| В                           | 425 × 165 × 190             | 265                         |
| Г                           | 265 × 165 × 190             | 195                         |
| Д                           | 165 × 100 × 190             | 125                         |

| Почтовые бланки извещения на посылку | Почтовые бланки извещения на посылку | Почтовые бланки извещения на посылку | Почтовые бланки извещения на посылку | Почтовые бланки извещения на посылку |
| ------------------------------------ | ------------------------------------ | ------------------------------------ | ------------------------------------ | ------------------------------------ |
|                                      |                                      |                                      |                                      |                                      |

## Посылочные марки
В некоторых странах (Бельгия, Франция, Болгария, Дания, Финляндия и др.) для оплаты пересылки посылок использовались специальные посылочные почтовые марки.
Пересылка посылок в СССР до 1929 года оплачивалась обычными знаками почтовой оплаты, которые наклеивались на сопроводительный адрес-бланк, а позднее — наличными деньгами.

## Посылочные штемпели
Германской имперской почтой для взимания почтового сбора наличными применялся посылочный штемпель, который был овальной формы с указанием населённого пункта с мостиком с календарной датой и с текстом нем. «Gebühr bezahlt» («Оплачено»). Штемпель в основном использовался в окнах приёма посылок, иногда — в качестве вспомогательного штемпеля.

## Интересные факты
- Один из самых знаменитых алмазов поступил к своему нынешнему владельцу обычной почтовой посылкой. Это случилось в ноябре 1958 года, когда Гарри Уинстон переслал по почте в Смитсоновский институт алмаз Хоупа в качестве дара.[3]